# 堺市立新檜尾台小学校
堺市立新檜尾台小学校（さかいしりつ しんひのおだい しょうがっこう）は、大阪府堺市南区にある公立小学校。
泉北ニュータウン光明池地区の新檜尾台を校区とする。1979年3月に新檜尾台の入居が開始されたことに伴い、1979年4月に新設開校した。

## 沿革
- 1979年4月1日 - 堺市立新檜尾台小学校として、現在地に開校。
- 1979年11月25日 - 開校記念式典を実施。
- 1983年4月1日 - 養護学級を開設。

## 通学区域
- 堺市南区新檜尾台。

卒業生は基本的に堺市立赤坂台中学校に進学する。

## 出身者
- 浅野ちひろ - モデル、女優
- 小林誠司 - プロ野球選手・捕手、巨人
- 南條庄助 - お笑い芸人(すゑひろがりず)

## 交通
- 南海バス 新檜尾台センターバス停。
- 南海 光明池駅 北へ約700m。